# Villalba de la Lampreana
Villalba de la Lampreana – gmina w Hiszpanii, w prowincji Zamora, w Kastylii i León, o powierzchni 28,22 km². W 2011 roku gmina liczyła 267 mieszkańców.